# Neachrostia brunneiplaga
Neachrostia brunneiplaga är en fjärilsart som beskrevs av Swinhoe 1905. Neachrostia brunneiplaga ingår i släktet Neachrostia och familjen nattflyn. Inga underarter finns listade i Catalogue of Life.